# Diócesis de Ekwulobia
La diócesis de Ekwulobia (en latín: Dioecesis Ekvulobiana y en inglés: Roman Catholic Diocese of Ekwulobia) es una circunscripción eclesiástica de la Iglesia católica en Nigeria. Se trata de una diócesis latina, sufragánea de la arquidiócesis de Onitsha. Desde el 5 de marzo de 2020 su obispo es Peter Ebere Okpaleke.

## Territorio y organización
La diócesis tiene 676 km² y extiende su jurisdicción sobre los fieles católicos de rito latino residentes en parte del estado de Anambra en las áreas de gobierno local de: Aguata, Orumba North y Orumba South.
La sede de la diócesis se encuentra en la ciudad de Ekwulobia, en donde se halla la Catedral de San José.
En 2022 en la diócesis existían 83 parroquias.

## Historia
La diócesis fue erigida el 5 de marzo de 2020 mediante la bula Benignitatis Domini del papa Francisco, obteniendo el territorio de la diócesis de Awka.

## Estadísticas
Según el Anuario Pontificio 2022 la diócesis tenía a fines de 2021 un total de 605 651 fieles bautizados.
| Año                                                                             | Población            | Población | Población      | Sacerdotes | Sacerdotes    | Sacerdotes    | Bautizados por sacerdote | Diáconos permanentes | Religiosos | Religiosos | Parroquias |
| Año                                                                             | Bautizados católicos | Total     | % de católicos | Total      | Clero secular | Clero regular | Bautizados por sacerdote | Diáconos permanentes | Varones    | Mujeres    | Parroquias |
| ------------------------------------------------------------------------------- | -------------------- | --------- | -------------- | ---------- | ------------- | ------------- | ------------------------ | -------------------- | ---------- | ---------- | ---------- |
| 2020                                                                            | 602 115              | 984 415   | 61.2           | 252        | 240           | 12            | 2389                     |                      | 21         | 124        | 82         |
| 2021                                                                            | 605 651              | 987 951   | 61.3           | 305        | 151           | 154           | 1985                     |                      | 163        | 95         | 83         |
| Fuente: Catholic-Hierarchy, que a su vez toma los datos del Anuario Pontificio. |                      |           |                |            |               |               |                          |                      |            |            |            |

## Episcopologio
- Peter Ebere Okpaleke, desde el 5 de marzo de 2020